# Роттеншвіль
Роттеншвіль (нім. Rottenschwil) — громада  в Швейцарії в кантоні Ааргау, округ Мурі.

## Географія
Громада розташована на відстані близько 85 км на північний схід від Берна, 26 км на схід від Аарау.
Роттеншвіль має площу 4,5 км², з яких на 7,4% дозволяється будівництво (житлове та будівництво доріг), 55,6% використовуються в сільськогосподарських цілях, 24% зайнято лісами, 13% не є продуктивними (річки, льодовики або гори).

## Демографія
2019 року в громаді мешкало 910 осіб (+10,6% порівняно з 2010 роком), іноземців було 14,8%. Густота населення становила 203 осіб/км².
За віковим діапазоном населення розподілялося таким чином: 17,3% — особи молодші 20 років, 68,5% — особи у віці 20—64 років, 14,3% — особи у віці 65 років та старші. Було 403 помешкань (у середньому 2,2 особи в помешканні).
Із загальної кількості 192 працюючих 27 було зайнятих в первинному секторі, 45 — в обробній промисловості, 120 — в галузі послуг.